# Carlos Méndez
Carlos Méndez Acevedo (ur. 27 czerwca 1972) – amerykański i portorykański judoka. Olimpijczyk z Sydney 2000, gdzie odpadł w eliminacjach w wadze lekkiej.
Siódmy na mistrzostwach świata w 1999; uczestnik zawodów w 2003. Startował w Pucharze Świata w latach 1998-2000. Srebrny medalista igrzysk panamerykańskich w 1999, a także igrzysk Ameryki Środkowej i Karaibów w 1998. Wicemistrz panamerykański w 1998 roku.
Jego brat Melvin Méndez, również był judoką i olimpijczykiem z 1996, 2000 i 2004 roku.

## Letnie Igrzyska Olimpijskie 2000
| Konkurencja | Eliminacje            | Klas. końcowa |
| Konkurencja | Przeciwnik I          | Miejsce       |
| ----------- | --------------------- | ------------- |
| 73 kg       | Miklós Illyés (HUN) P | 1 runda       |